# Sevofluran
Sevofluran (Handelsname Sevorane) ist ein 1990 zuerst in Japan und in Deutschland 1996 in die Klinik eingeführtes volatiles Anästhetikum aus der Gruppe der Flurane. Es hat eine gute hypnotische, jedoch nur schwach analgetische und muskelrelaxierende Wirkung. Die Verwendung von Sevofluran zur Narkoseführung ist weit verbreitet, vor allem in der Kinderanästhesie.

## Pharmakologie
Der Blut-Gas-Verteilungskoeffizient von Sevofluran ist ca. 0,65, das heißt bei einer Konzentration von 1 Volumenprozent (Vol-%) in den Lungenbläschen beträgt die Konzentration im Blut 0,65 Vol-%. Die geringe Löslichkeit bewirkt eine schnelle Einschlaf- und Aufwachphase. Die minimale alveoläre Konzentration ist 2 %, Sevofluran ist damit weniger potent als Isofluran. Da Sevofluran nicht schleimhautreizend ist und einen nicht allzu unangenehmen „ätherartigen“ Geruch hat, eignet es sich auch für die inhalative Narkoseeinleitung. Dies erklärt den häufigen Einsatz in der Kinderanästhesie.
Die Dichte von Sevofluran beträgt als Flüssigkeit 1,52 g/ml, der Siedepunkt liegt bei 58,5 °C, der Dampfdruck beträgt bei 25 °C 25,8 kPa.
Die Metabolisierungsrate von Sevofluran liegt zwischen 3 und 5 %. Dabei wird neben Hexafluorisopropanol anorganisches Fluorid freigesetzt. Weder bei Gesunden noch bei Nierenerkrankten konnte eine Beeinträchtigung der Nierenfunktion (Nephrotoxizität) durch diese Stoffwechselprodukte gezeigt werden. Es wurde jedoch auch empfohlen, Sevofluran bei Patienten mit vorbestehender Nierenschädigung sicherheitshalber nicht zu verwenden. Eine Besonderheit von Sevofluran ist die Reaktion mit dem Atemkalk der halbgeschlossenen Narkosesysteme. Dabei entstehen verschiedene Abbauprodukte (Compound A-E), begünstigend sind dabei ein niedriger Frischgasfluss (Low-Flow-, Minimal-Flow-Narkose), trockener Atemkalk, der Natriumhydroxid oder Bariumhydroxid als Katalysator enthält, sowie hohe Gaskonzentrationen. Compound A wirkt im Tierversuch in hohen Konzentrationen nierenschädigend (nephrotoxisch), was aber bei der klinischen Anwendung beim Menschen keine Rolle spielt. Für Compound B-E konnte bisher keine schädigende Wirkung nachgewiesen werden. Sevofluran ist in Deutschland für Low-Flow- und Minimal-Flow-Narkosen ohne zeitliche Begrenzung zugelassen.

## Herstellung
Synthesen für Sevofluran sind in der Literatur beschrieben.

## Umwelt
Die atmosphärische Lebensdauer von Sevofluran beträgt 1,1 Jahre, das Treibhauspotential 130 und die Emissionen liegen bei (geschätzt) 1200 Tonnen pro Jahr.